# Venezillo viticolus
Venezillo viticolus är en kräftdjursart som först beskrevs av Dollfus 1896C.  Venezillo viticolus ingår i släktet Venezillo och familjen Armadillidae. Inga underarter finns listade i Catalogue of Life.